# Âme sauvée
Âme sauvée (italien : Anima Beata) est un buste de l'artiste italien Gian Lorenzo Bernini, dit Le Bernin. Exécutée vers 1619, cette pièce est le pendant de Âme damnée. On estime que ces deux œuvres sont commandées par le cardinal Montoya, dont Le Bernin a également fait le buste entre 1621 et 1622. Leur emplacement d'origine était la sacristie de l'église de église Nostra Signora del Sacro Cuore, mais ont ensuite été déplacés à la fin du XIXe siècle, avant d'être finalement exposé à l'ambassade d'Espagne près du Saint-Siège à Piazza di Spagna.

## Critique
Bien que relativement inconnue, Âme sauvée est remarquée par certains visiteurs à Rome. Le peintre Joshua Reynolds déclare que la sculpture « a toute la douceur et le bonheur imaginable exprimés sur son visage ». Cependant, l'œuvre n'est pas considérée comme l'une des plus belles œuvres du Bernin. Wittkower pointe les « cheveux pâteux de l'Anima Beata » tandis que Hibbard trouve l'œuvre moins inspirante que Âme damnée, mentionnant que les « apparences vertueuses » ne se traduisent que trop mal en sculpture.
Des études récentes sur la sculpture ont posé la question de savoir si le sujet n'était pas tant les personnifications chrétiennes de la bénédiction plutôt que la représentation d'une nymphe.